# Vrh nad Želimljami
Vrh nad Želimljami se nahaja na skrajnem južnem delu občine Škofljica in je najvišje ležeča vas v občini. Spada v območje ljubljanskega barja, čeprav se nahaja v hribovitem južnem zaledju barja. Struktura zemljišča in favne je tipično dinarsko-kraška, z enim zanimivim naravnim vodnim virom. Skupno število prebivalcev šteje okoli 180 ljudi. Vas zaradi svoje specifične nadmorske višine (580 m) nima vpliva samo na ljubljansko barje, temveč vpliva tudi na širšo dolenjsko področje. Po analizi ima odvajanje padavinskih voda iz vasi Vrh nad Želimljami celo vpliv na porečje reke Krke.
Vrh nad Želimljami je gručasto naselje ob vznožju hriba Zakopa nad cesto Kočevje-Škofljica v občini Škofljica. Na hribu nad vasjo je umetnostni spomenik cerkev sv. Petra. Cerkev je srednjeveška stavba s tristrano sklenjenim križno rebrasto obokanim prezbiterijem iz 1. pol. 15 stoletja; ladjo so pozneje obokali. Poslikava iz okoli 1450-60 se po bogastvu motivike, kvaliteti in ohranjenosti uvršča med pomembnejše primerke kranjskega prezbiterija. Kraj je bil med nemško ofenzivo jeseni 1943 močno poškodovan in delno požgan. V vasi se je rodil slovenski prevajalec Ivan Bavdek (1875-1910).
Občinski svet Občine Škofljica je na 25. redni seji dne 21.12.2005 sprejel Odlok o razglasitvi cerkve sv. Petra na Vrhu nad Želimljami za kulturni spomenik lokalnega pomena. Svojo odločitev je utemeljil s tem, da: 
- gre za gotsko podružnično cerkev postavljeno v prvi polovici 15. stoletja sestavljajo pravokotna, barokizirana in leta 1860 na novo obokana ladja z zvonikom ob zahodni strani ter tristrano zaključen prezbiterij;
- v njej se nahaja križnorebrasto obokan prezbiterij in slavoločno steno, ki jo prekrivajo freske iz časa okrog leta 1450. Cerkvena oprema je pogorela v požaru med drugo svetovno vojno.
- pri cerkvi sv. Petra leži starejše železnodobno gradišče z vidnimi obrambnimi terasami in nasipi. Odkrite so bile drobne starejše železnodobne najdbe. Mimo je vodila rimska cesta.

## Demografija
Število prebivalstva po letih:
| 1900 | 70  |
| 1931 | 57  |
| 1961 | 57  |
| 1971 | 66  |
| 1981 | 57  |
| 2002 | 173 |
| 2012 | 293 |